# Our House (musical)
Our House è un musical con colonna sonora dei Madness e libretto di Tim Firth. Il musical debuttò a Londra nel 2002, ottenne recensioni contrastanti e chiuse dopo meno di dieci mesi in cartellone. Tuttavia, riuscì a vincere il prestigioso Laurence Olivier Award al miglior nuovo musical. Particolarmente apprezzata fu la performance di Michael Jibson nel ruolo del protagonista, che gli valse una candidatura al Laurence Olivier Award al miglior attore in un musical.